# Tallington
Tallington är en ort och civil parish i Storbritannien.   Den ligger i grevskapet Lincolnshire och riksdelen England, i den sydöstra delen av landet, 130 km norr om huvudstaden London. Tallington ligger 18 meter över havet och antalet invånare är 406.
Terrängen runt Tallington är platt. Runt Tallington är det tätbefolkat, med 427 invånare per kvadratkilometer. Närmaste större samhälle är Peterborough, 13,3 km sydost om Tallington. Trakten runt Tallington består till största delen av jordbruksmark.